# Diocesi di Mallo
La diocesi di Mallo (in latino Dioecesis Mallotana seu Mallensis) è una sede soppressa del patriarcato di Antiochia e una sede titolare della Chiesa cattolica.

## Storia
Mallo, identificabile con le rovine nei pressi di Karataş nell'odierna Turchia, è un'antica sede episcopale della provincia romana della Cilicia Prima nella diocesi civile d'Oriente. Faceva parte del patriarcato di Antiochia ed era suffraganea dell'arcidiocesi di Tarso, come attestato da una Notitia episcopatuum datata alla seconda metà del VI secolo.
Sono quattro i vescovi noti di quest'antica diocesi. Bemazio prese parte al sinodo celebrato ad Antiochia nel 379 sotto il patriarca monofisita Melezio contro gli Ariani. Valentino assistette al concilio di Efeso nel 431 e ad una riunione episcopale a Tarso nel 434. Crisippo partecipò al concilio di Calcedonia nel 451. Infine Cosma fu tra i padri del concilio di Costantinopoli nel 553.
Dal XVII secolo Mallo è annoverata tra le sedi vescovili titolari della Chiesa cattolica; la sede è vacante dal 12 febbraio 1990.

## Cronotassi

### Vescovi greci
- Bemazio † (menzionato nel 379)
- Valentino † (prima del 431 - dopo il 434)
- Crisippo † (menzionato nel 451)
- Cosma † (menzionato nel 553)

### Vescovi titolari
- Marcjan Tryzna † (28 febbraio 1639 - luglio 1643 deceduto)
- Benedykt Żuchowski † (14 aprile 1681 - prima del 23 marzo 1700 deceduto)
- Johann Edmund Geduld von Jungenfeld † (12 febbraio 1703 - 31 luglio 1727 deceduto)
- Zsigmond József Berényi † (14 giugno 1728 - 30 settembre 1740 nominato vescovo di Pécs)
- Edward Dicconson † (6 ottobre 1740 - 24 aprile 1752 deceduto)
- Stanisław Jan Siestrzeńcewicz Bohusz † (12 luglio 1773 - 11 dicembre 1783 nominato arcivescovo di Mahilëŭ)
- Jean-Baptiste Pallegoix, M.E.P. † (3 giugno 1838 - 18 giugno 1862 deceduto)
- Manuel Antonio Palacios † (16 marzo 1863 - 31 gennaio 1865 succeduto vescovo del Paraguay)
- Hermann Gleich † (10 agosto 1875 - 2 aprile 1900 deceduto)
- Karol Józef Fischer † (15 aprile 1901 - 21 settembre 1931 deceduto)
- George Weld, S.I. † (12 gennaio 1932 - 10 febbraio 1959 deceduto)
- Joseph Peter Michael Denning † (24 febbraio 1959 - 12 febbraio 1990 deceduto)